# Greatest Hits (álbum de Lenny Kravitz)
Greatest Hits é uma coletânea musical do cantor norte-americano Lenny Kravitz, lançada em 2000.

## Faixas

### Lançamento original
1. "Are You Gonna Go My Way" (Are You Gonna Go My Way) - 3:30
2. "Fly Away" (5) - 3:41
3. "Rock and Roll Is Dead" (Circus) - 3:22
4. "Again" (inédita) - 3:45
5. "It Ain't Over Till It's Over" (Mama Said) - 3:55
6. "Can't Get You Off My Mind" (Circus) - 4:33
7. "Mr. Cab Driver" (Let Love Rule) - 3:49
8. "American Woman" (5) - 4:21
9. "Stand By My Woman" ( Mama Said) - 4:16
10. "Always On The Run" ( Mama Said) - 3:57
11. "Heaven Help" (Are You Gonna Go My Way) - 3:10
12. "I Belong To You" (5) - 4:17
13. "Believe" (Are You Gonna Go My Way) - 4:50
14. "Let Love Rule" (Let Love Rule) - 5:42
15. "Black Velveteen" (5) - 4:48

## Faixas

### Tour Edition
1. "Are You Gonna Go My Way" (Are You Gonna Go My Way)
2. "Fly Away" (5)
3. "Rock and Roll Is Dead" (Circus)
4. "Again" (inédita)
5. "Dig In"(Lenny)
6. "It Ain't Over Till It's Over" (Mama Said)
7. "Can't Get You Off My Mind" (Circus)
8. "Heaven Help" (Are You Gonna Go My Way)
9. "Mr. Cab Driver" (Let Love Rule)
10. "American Woman" (5)
11. "Where Are We Runnin'?" (Baptism)
12. "Stand By My Woman" (Mama Said)
13. "Always On The Run" (Mama Said)
14. "I Belong To You" (5)
15. "Believe" (Are You Gonna Go My Way)
16. "Let Love Rule" (Let Love Rule)
17. "Black Velveteen" (5)

- A edição especial também contém 6 vídeos

1. "Always On The Run"
2. "Are You Gonna Go My Way"
3. "Fly Away"
4. "American Woman"
5. "Dig In"
6. "Where Are We Runnin"

## Desempenho nas paradas
Álbum